# Месансі
Месансі — комуна у Валлонії, у провінції Люксембург, округ Арлон. На площі 52,43 км² проживають 7 305 чоловік (щільність населення — 139 чол/км²), з яких 49,73 % — чоловіки та 50,27 % — жінки. Середній річний прибуток на душу населення 2003 року становив 14 161 євро.